# Micleușeni
Micleușeni è un comune della Moldavia situato nel distretto di Strășeni di 2.334 abitanti al censimento del 2004.

## Località
Il comune è formato dall'insieme delle seguenti località (popolazione 2004):
- Micleușeni (2.038 abitanti)
- Huzun (296 abitanti)